# 웹 크롤러

웹 크롤러의 구조.

웹 크롤러(web crawler)는 조직적, 자동화된 방법으로 월드 와이드 웹을 탐색하는 컴퓨터 프로그램이다.
웹 크롤러가 하는 작업을 '웹 크롤링'(web crawling) 혹은 '스파이더링'(spidering)이라 부른다. 검색 엔진과 같은 여러 사이트에서는 데이터의 최신 상태 유지를 위해 웹 크롤링한다. 웹 크롤러는 대체로 방문한 사이트의 모든 페이지의 복사본을 생성하는 데 사용되며, 검색 엔진은 이렇게 생성된 페이지를 보다 빠른 검색을 위해 인덱싱한다. 또한 크롤러는 링크 체크나 HTML 코드 검증과 같은 웹 사이트의 자동 유지 관리 작업을 위해 사용되기도 하며, 자동 이메일 수집과 같은 웹 페이지의 특정 형태의 정보를 수집하는 데도 사용된다.
웹 크롤러는 봇이나 소프트웨어 에이전트의 한 형태이다. 웹 크롤러는 대개 시드(seeds)라고 불리는 URL 리스트에서부터 시작하는데, 페이지의 모든 하이퍼링크를 인식하여 URL 리스트를 갱신한다. 갱신된 URL 리스트는 재귀적으로 다시 방문한다.

## 용어
웹 크롤러는 웹 스파이더, 앤트, 오토매틱 인덱서, 웹 스커터로도 부를 수 있다. 그 외에 봇(bots), 웜(worms), 웹 로봇(web robot) 등으로도 부른다.

## 크롤링 정책
웹 크롤러의 행위는 복합적 정책들의 산물이다:
- 선택 정책: 페이지의 다운로드를 언급
- 재방문 정책: 언제 문서의 변경사항을 검사할지를 언급
- 공손성 정책: 웹사이트의 과부하를 막기 위한 언급
- 병렬화 정책: 분산 웹 크롤러를 어떻게 조율할지를 언급

## 예
- 빙봇
- FAST Crawler[5]: 분산 크롤러
- 구글봇
- GM Crawl
- PolyBot
- RBSE
- Swiftbot
- 웹크롤러(WebCrawler)
- WebFountain
- WebRACE[6]
- 월드 와이드 웹 웜[7]
- Yahoo! Slurp

### 오픈 소스 크롤러
- Frontera
- GNU Wget
- GRUB
- Heritrix
- HTTrack
- mnoGoSearch
- news-please
- 아파치 너치(Apache Nutch)
- 오픈 서치 서버
- PHP-Crawler
- Scrapy
- Seeks
- 스핑크스 (검색 엔진)
- 스톰크롤러
- tkWWW Robot
- Xapian
- YaCy
- Octoparse

## 같이 보기
- 메타검색
- 데스크톱 검색
- 검색 엔진